# Soundtrack van Burnout 3: Takedown
De soundtrack van Burnout 3: Takedown bestaat uit 44 nummers als onderdeel van "Crash FM" (een fictieve radiozender van de Burnout-serie), met DJ Stryker als commentator. Deze soundtrack had meer nummers dan iedere andere EA-titel sinds 2002.

## Nummers
- 1208 – "Fall Apart" (van Turn of the Screw)
- Amber Pacific – "Always You (Good Times)" (van Fading Days)
- Ash – "Orpheus" (van Meltdown)
- Atreyu – "Right Side of the Bed" (van The Curse)
- Autopilot Off – "Make a Sound" (van Make a Sound)
- Burning Brides – "Heart Full of Black" (van Leave No Ashes)
- Chronic Future – "Time and Time Again" (van Lines in My Face)
- Donots – "Saccharine Smile" (van Amplify the Good Times)
- Eighteen Visions – "I Let Go" (van Obsession)
- Fall Out Boy – "Reinventing the Wheel to Run Myself Over" (van Take This To Your Grave)
- Finger Eleven – "Stay in Shadow" (van Finger Eleven)
- Franz Ferdinand – "This Fire" (van Franz Ferdinand)
- From First to Last – "Populace in Two" (van Dear Diary, My Teen Angst Has a Body Count)
- Funeral for a Friend – "Rookie of the Year" (van Casually Dressed & Deep in Conversation)
- Go Betty Go – "C'mon" (van Worst Enemy)
- Jimmy Eat World – "Just Tonight..." (van Futures)
- Letter Kills – "Radio Up" (van The Bridge)
- Local H – "Everyone Alive" (van Whatever Happened to P.J. Soles?)
- Maxeen – "Please" (van Maxeen)
- Midtown – "Give It Up" (van Forget What You Know)
- Moments in Grace – "Broken Promises" (van Moonlight Survived)
- Motion City Soundtrack – "My Favorite Accident" (van I Am the Movie)
- Mudmen – "Animal" (van Overrated)
- My Chemical Romance – "I'm Not Okay (I Promise)" (van Three Cheers For Sweet Revenge)
- New Found Glory – "At Least I'm Known for Something" (van Catalyst)
- No Motiv – "Independence Day" (van Daylight Breaking)
- Pennywise – "Rise Up" (van From the Ashes)
- Ramones – "I Wanna Be Sedated" (van Road to Ruin)
- Reggie and the Full Effect – "Congratulations Smack and Katy" (van Under the Tray)
- Rise Against – "Paper Wings" (van Siren Song of the Counter Culture)
- Sahara Hotnights – "Hot Night Crash" (van Kiss & Tell)
- Silent Drive – "4/16" (van Love is Worth It)
- Sugarcult – "Memory" (van Palm Trees and Power Lines)
- The Bouncing Souls – "Sing Along Forever" (van Anchors Aweigh)
- The D4 – "Come On!" (van 6twenty)
- The Explosion – "Here I Am" (van Black Tape)
- The F-Ups – "Lazy Generation" (van The F-Ups)
- The Futureheads – "Decent Days and Nights" (van The Futureheads)
- The Lot Six – "Autobrats" (van Major Fables)
- The Matches – "Audio Blood" (van E. Von Dahl Killed the Locals)
- The Mooney Suzuki – "Shake That Bush Again" (van Alive & Amplified)
- The Ordinary Boys – "Over the Counter Culture" (van Over the Counter Culture)
- The Von Bondies – "C'mon C'mon" (van Pawn Shoppe Heart)
- Yellowcard – "Breathing" (van Ocean Avenue)